# 来势凶猛
《来势凶猛》，又名《一起打鬼子》，是2014年中国大陆制作的一部58集抗日题材电视剧，由山东电视台、北京完美影视传媒有限责任公司联合拍摄，张国庆导演，石小克编剧，许晴、靳东等主演，投资总额达到7,000万元人民币。此剧2015年5月7日在四川影视文艺频道首播。播出中，此剧因“裤裆藏雷”剧情离谱、尺度较大、含有性暗示引发争议，含争议的片段快速流传。国家广电总局介入调查，此剧被暂停播出，原来购买了版权的电视台取消了播出计划，获得网络版权的爱奇艺也将此剧下架。

## 制作与播出
《来势凶猛》于2014年4月下旬在北京市怀柔区开机拍摄，媒体称总投资达到7000万元人民币。此剧由山东电视台、北京完美影视传媒有限责任公司联合拍摄。张国庆担任导演，石小克任编剧，许晴、靳东、张光北、韩童生、米学东、江涛、李芯逸主演。8月底，全剧完成拍摄，进入后期制作阶段。
2014年12月30日，山东省新闻出版广电局为此剧颁发了《电视剧发行许可证》。2015年5月，此剧在四川影视文艺频道首播。四川广播电视台将剧名改为《一起打鬼子》，制作方对此感到不满。电视剧网络版权归属于爱奇艺。因“裤裆藏雷”等争议内容，此剧快速引起关注。5月19日，广电部门要求此剧暂停播出、整改。在此之前，四川影视文艺频道已经在18日将全剧播放完毕。19日，爱奇艺网站将此剧下架。南京电视台也购买了此剧，但没有来得及播出。两家卫视频道原定9月播出此剧，事发后播出计划取消。

## 剧情
《来势凶猛》的故事设定在1942年的中华民国河南省阳城县。当时，河南全省遭遇旱灾。凭借清代修建的半屏山暗河水源，马家堡的女地主“马三爷”马秀芹（许晴饰）的两万亩麦田免于旱灾，有望丰收。阳城县局势混乱复杂，日军、中国国民党、中国共产党三方的势力都在县内活动，三方都任命了自己的县长。三方势力都希望得到马三爷的粮食。另一方面，国民党、日军、日军扶植的傀儡政府的上层人物还倾慕马三爷，想要追求她。国民党任命的县长唐大臣（米学东饰）既想得到马三爷的粮食，又想得到马三爷的爱，而马三爷则倾向于共产党。由于两人主张不同，他难以向她表达心意。为了马三爷，唐大臣不惜杀死了自己的妻子。傀儡政府的县长廖学士（韩童生饰）喜欢马三爷，当日军逼他谋害马三爷时，他选择了自杀。谋求粮食的日本将领（张光北饰）也想要得到马秀芹的爱。国民党201旅军官杜见锋（靳东饰）此前参加剿共时结识了一位貌美的姑娘，印象深刻。杜见锋与马三爷相见时，发现马秀芹与那位姑娘相貌极其相似，而马秀芹个性强硬，与那位姑娘截然不同。后来杜见锋才知道那位姑娘已经离世，是马三爷的亲妹妹。由于粮食问题，杜、马两人针锋相对。然而，相处之中两人渐生爱意。杜见锋历经国民党军内部的种种恶斗之后，转投共产党。马三爷用计谋应对了蝗灾，粮食得以丰收。八路军的县长李光（常铖饰）成功引导马三爷把粮食分给灾民。剧末，马三爷决定接受共产党领导，她与杜见锋两人相爱，共产党与国民党的部队联手抗击日本军队的进攻、保卫了粮食。

## 争议
《一起打鬼子》第29集的片段因剧情离谱、尺度较大、含有性暗示而引发了争议，在中国互联网上热传。这段剧情中，女贼银花（葛天饰）来到日本人的监狱探望自己的情人土匪莫大棒子（宋庆饰）。见到莫大棒子后，银花让他抚摸自己的胸部和私处，台词带有性暗示。二人当着日本看守的面开始亲吻。莫大棒子向看守要求见日本天皇，随即用脏话辱骂天皇，将看守激怒。看守威胁要枪毙莫大棒子，莫大棒子从银花的裤裆中取出她藏着的手榴弹，大喊“再爽一次”，银花帮他拉响了手榴弹，二人与日本看守同归于尽。
导演张国庆认为外界过于吹毛求疵，他解释到，银花是小偷，莫大棒子是土匪，两人的举动符合人物身份。编剧石小克解释称，两人的行为符合他们的身份，两人挑逗、亲热行为是为了让日军转移注意力，而他们的台词实际上是暗语，单独看才会有歧义。石小克说，他在剧本里写的本来是裤兜而非裤裆，当时东北女性的裤兜又深又厚，可以放得下手榴弹。饰演银花的葛天认为观众断章取义，剧情设计符合史实。扮演莫大棒子的演员宋庆认为台词虽然露骨，但是符合人物性格和地位，这段剧情深刻表现了小人物的悲惨命运，此剧并不是雷剧。上映之前，葛天与体育明星刘翔结婚。石小克称，这一片段之所以在网上快速流传，很大程度是因为女演员是葛天。
2015年5月19日，国家广电总局要求此剧暂停播出、整改。20日，媒体称广电总局已开始调查。同一天，新华社连发三篇文章批评抗日神剧篡改历史、娱乐消费抗战历史、随意添加低俗内容。山东省新闻出版广电局表示正在重新审查此剧，将按照规定处理。此前获得网络版权的爱奇艺在19日将此剧下架，购买此剧的南京电视台和两家卫视取消了播出计划。2015年5月27日，据称为中国广播电视协会电视制片委员会《关于电视剧〈来势凶猛〉问题的通报》的文件在中国互联网上传出。这份文件称，《来势凶猛》包含低俗内容和不当台词，山东局审查工作不力，四川广播电视台影视文艺频道未履行播前审查、重播重审职责并且擅自更改片名、违规播出，制作机构擅自增加低俗内容，对抗战题材剧创作缺少尊重。2015年正值中国纪念抗日战争胜利70周年，卫视频道在8月开展反法西斯战争胜利主题播出月活动，多部抗日战争题材电视剧在播出中突然撤档。有知情人称，中途撤档与《一起打鬼子》争议事件有关，事件之后广电总局加强了审查。